# Karabin Barrett M99
Barret M99 – amerykański jednostrzałowy wielkokalibrowy karabin wyborowy zbudowany w układzie bullpup. Produkowany na rynek cywilny. Wersja podstawowa ma kaliber 12,7 mm NATO, a w stanach w których użytkownikom cywilnym zabrania się posiadania broni kalibru 12,7 mm sprzedawane są wersje strzelające specjalnym nabojem .416 Barrett o zbliżonych parametrach balistycznych.